# Fosfatização
Fosfatização é um processo em metalurgia de proteção superficial de metais, que consiste em se recobrir peças metálicas com fosfatos de zinco, ferro e manganês, tanto na forma de fosfatos neutros (PO4−3) quanto monoácidos (HPO4−2). Devido a pouca solubilidade dos fosfatos destes elementos químicos, depositam-se na superfície metálica na qual pretende-se a proteção na forma de fina camada de cristais após o contato com soluções destes, sob determinadas condições.
Servem como um revestimento de conversão no qual uma solução diluída de ácido fosfórico, a qual é aplicada via spray ou imersão, quimicamente reage com a superfície da parte sendo revestida para formar uma camada de fosfatos cristalinos insolúveis.
O retículo (disposição), a forma do revestimento e a velocidade de sua formação dependem dos fosfatos em questão e dos processos e condições durante sua formação.
Estas películas de fosfato possuem as seguintes propriedades principais: alto poder isolante químico e elétrico e baixa porosidade, as quais em conjunto atuarão para impedir a transmissão de correntes elétricas galvânicas, grande aderência à superfície metálica, boa adesividade aos lubrificantes (visando melhorar a lubricidade) e tintas e vernizes, com baixo custo de aplicação. São usadas sobre peças de aço para aumentar a resistência à corrosão.
Uma condição para a aplicação da fosfatização é a limpeza das peças, tanto por desengraxe quanto por decapagem, visando respectivamente a remoção de óleos e graxas e a remoção de óxidos.
Revestimentos de conversão em fosfato podem também ser usados sobre alumínio, zinco, cádmio, prata e estanho e suas ligas.

## Introdução
A técnica de fosfatizar metais para evitar a corrosão de materiais ferrosos já era uma prática bem difundida quando os primeiros eletrodomésticos foram fabricados. A evolução tecnológica desses processos de pré-pintura, dentro da área da indústria manufatureira de eletrodomésticos e na área da construção civil, sempre esteve ligada ao desenvolvimento de novos tipos de revestimentos superficiais orgânicos ou inorgânicos.
Os processos de fosfatização por spray e por imersão, e os tipos de banhos inorgânicos mais utilizados serão vistos no decorrer do trabalho. Além disso também será referida a fosfatização orgânica, que embora ainda não muito difundida, têm perspectivas de tornar-se um dos pré-tratamentos superficiais mais utilizados, e uma de suas vantagens é ser considerada menos agressiva ao meio ambiente, ou seja, é ecologicamente correta.

## Processo de fosfatização
A fosfatização pode ser efetuada de 3 maneiras: Fosfato 3 em 1, Fosfato por imersão, Fosfato por spray.

### Fosfato 3 em 1
É um fosfato simples com relativa resistência anticorrosiva, onde os componentes (desengraxante, decapante e fosfatizante) são formulados e embalados juntos. Esse processo é empregado por spray com alta pressão, tendo bom resultado quando aplicado em 2 passes e a quente.

### Fosfato por imersão ou spray
São os melhores métodos de limpeza e preparação de superfície em processo industrial. Esse método é realizado segundo os seguintes estágios:
Figura 1 - Processo de fosfatização: Seqüência dos banhos

#### Desengraxe
É a operação efetuada para remover graxas, óleos, solúveis, lubrificantes, óleos de prensagens e óleos protetivos que restam na superfície após as operações mecânicas de usinagem, oleosidades deixadas pelo manuseio, bem como material aderido a estes como poeiras, cavacos, resíduos de abrasivos, etc.
Se o banho de desengraxe é aquoso, também são removidos: sais, óxidos, hidróxidos e outros compostos solúveis em água.
O desengraxe pode ser efetuados por dissolução, saponificação, emulsificação e por ação mecânica.
Antes de iniciar o desengraxe é necessário conhecer o tipo de contaminante a ser removido. As graxas podem ser de origem animal, vegetal ou mineral. A maioria das graxas e óleos é insolúvel em água, o que torna difícil a sua remoção por simples lavagem. Existem graxas saponificáveis, isto é, passíveis de serem removidas com produtos alcalinos, como por exemplo soda cáustica. As peças neste caso, são imersas em um banho alcalino que dissolve as gorduras e depois são lavadas com água limpa. Já os óleos minerais não são saponificáveis e por isso exigem limpeza com solventes orgânicos apropriados, ou com soluções de tensoativos (detergentes), que são mais eficientes na limpeza, pois além das oleosidades, removem também sais e óxidos solúveis em água. É necessário, enxaguar bem as peças com água limpa para retirar os resíduos do tensoativo.

#### Decapagem ácida
A decapagem, como o próprio nome indica é operação que tem por finalidade a remoção da “capa” de óxidos que pode ter sido formada quando a chapa foi laminada a quente ou a ferrugem surgida durante o transporte e o armazenamento.
Para que a operação seja eficiente é necessário que o desengraxe tenha sido bem feito, pois gorduras e oleosidades podem dificultar a ação dos decapantes.
Os decapantes geralmente são ácidos, como o clorídrico (também conhecido como muriático) e o sulfúrico, que reagem com os óxidos produzindo sais solúveis, fáceis de serem removidos em meio aquoso por lavagem. Os ácidos removem inclusive carepas. O ácido fosfórico também pode remover as carepas, porém demandam muito tempo e requerem aquecimento do banho. O ataque ácido, além de remover os óxidos proporciona certa rugosidade à superfície. Para ajudar a ação dos ácidos são adicionados aditivos tensoativos aos banhos, que melhoram a penetração do ácido nas peças e facilitam a lavagem ao final do processo.
Peças que trabalham sob tensão, tração ou torção, não devem ser decapadas com ácidos se não houver possibilidade de colocá-las em um forno para minimizar os efeitos corrosivos do hidrogênio gerado no processo e que penetra no interior das peças podendo provocar corrosão intergranular. O processo de aquecimento ajuda a eliminar o hidrogênio e por isso é chamado de desidrogenação.
O ácido remove os óxidos mas também pode atacar severamente o metal, por isso é necessário adicionar um inibidor de corrosão ao banho, para que o ácido se restrinja somente à capa de óxidos.Estes inibidores podem ser aminas, aldeídos, proteínas ou mercaptanas.

#### Refinador
Esta etapa do processo que antecede a fosfatização, tem por finalidade criar pontos de nucleação na superfície metálica que induzam a formação de cristais pequenos e fortemente aderidos. O tamanho dos cristais é importante para desempenho da fosfatização. A boa eficiência do refinador, que é constituído de sais de titânio, depende de uma boa operação prévia de desengraxe e decapagem.
O refinador por ser um banho levemente alcalino funciona também como uma decapagem alcalina com banho bem controlado, que além de remover os óxidos leves e as oleosidades, condiciona a superfície, pois um pH residual alto, promove a precipitação dos fosfatos, formando cristais pequenos.
Se a decapagem ácida for muito longa e a superfície não for bem lavada após este banho, poderão resultar cristais longos, o que também não é interessante.

#### Fosfatização
O objetivo da fosfatização é depositar uma camada de cristais pequenos e insolúveis sobre a superfície.
A fosfatização sozinha não tem muito valor protetivo contra a corrosão nas superfícies metálicas, mas, quando associada a pintura, ela assume uma importância muito grande, pois além de melhorar a aderência da tinta, converte a superfície metálica que é corrosível, em uma superfície não metálica, de fosfatos do metal e por isso mais resistente à corrosão.
Os cristais se formam por reação química, o que lhes confere ótima ligação com o metal e praticamente cobrem toda a superfície, isolando-a dos eletrólitos que venham a permear a camada de tinta.
Segundo o Prof. Vicente Gentil, em seu livro "Corrosão", os processos de fosfatização se classificam quanto a:
Composição do banho:
a)    fosfatização a quente - acima de 80 ºC
b)    fosfatização tépida - entre 50 e 80 ºC
c)    fosfatização a frio - abaixo de 50 ºC
Tempo de permanência no banho:
a)    fosfatização normal - acima de 30 minutos
b)    fosfatização acelerada - abaixo de 30 minutos
c)    fosfatização rápida - abaixo de 5 minutos

#### Método de aplicação
a)    Imersão - A peça cumpre uma seqüência de banhos em tanques, com controle de tempo, temperatura, concentração de produtos químicos e controle de contaminação destes banhos. Nos tanques são colocadas quantidades consideráveis de produtos químicos. Fosfatos aplicados por imersão, geralmente requerem tempo de 3 minutos, no mínimo. Como o tempo é mais longo nesses processos, os cristais são maiores (em processos para oleamento ou deformação a frio) e as camadas pesadas.
Os processos por imersão são mais econômicos, pois a necessidade de aquecimento é menor e os custos de manutenção são reduzidos.
b)    Pulverização - Processo que atualmente tem mostrado melhores resultados. As peças atravessam cabinas compartimentadas onde os produtos químicos são pulverizados através de bicos injetores. A quantidade de produto químico é menor e por causa do impacto do jato sobre as peças, eles podem atuar com mais eficiência do que estáticos dentro de tanques. A troca do produto é feita muito mais rapidamente e a economia é muito grande. Sem contar com o fato da linha poder ser contínua com velocidade controlada através da monovia onde as peças são penduradas. As aplicações a jato geralmente não excedem a 60 segundos no estágio de fosfato, obtendo-se camadas finas e densas. Nessas aplicações obtêm-se alta capacidade de produção, melhor limpeza e arraste reduzido.
c)    Aplicação Manual - Quando as superfícies ou os objetos são muito grandes e pesados (tratores, implementos agrícolas) é comum utilizar-se processos manuais a vapor. Nessas aplicações normalmente é utilizado o fosfato de ferro.
Durante o processo de fosfatização ocorrem as seguintes reações do ácido fosfórico com o ferro do aço:
Figura 2 - Reações que ocorrem durante a fosfatização inorgânica.

#### Passivação
Trata-se de uma etapa posterior à fosfatização que tem por finalidade selar os poros deixados na camada de fosfato. As soluções apassivantes, constituídas por ácido crômico ou ácido crômico/ fosfórico, geralmente a 60 ºC, completam as falhas na camada de fosfato, melhorando a proteção anticorrosiva.
Esta etapa final de passivação também é chamada de “selagem com cromo”. Hoje em dia, o cromo hexavalente (Crómio VI) sofre restrições e em seu lugar é usado taninato para selar ou apassivar.

#### Secagem
Após a passivação, é realizada a operação de secagem das peças, que seguem para a pintura.
Geralmente as peças passam por fornos ou sopros de ar quente a temperaturas entre 100 e 150 ºC, e toda a umidade da superfície que poderia formar bolhas e prejudicar a pintura é eliminada.

#### Banhos intermediários
Entre cada etapa mencionada existem banhos intermediários necessários:
• Após o desengraxe alcalino - remove o desengraxante residual que por ter caráter alcalino reagiria com o banho seguinte que é ácido, exigindo maior consumo de decapante.
• Após a decapagem ácida - remove os resíduos de sais formados e o excesso de decapante que prejudicariam o refinador. Se os ácidos não forem completamente removidos, os cristais nucleados podem ficar grandes, o que é inconveniente.
• Após a fosfatização - removem os resíduos e os excessos de fosfatos e cromatos que prejudicariam a aderência e o comportamento da pintura.
• Após a passivação - a lavagem deve ser com água deionizada para eliminar completamente os sais solúveis.

## Propriedade da camada de fosfato

### Base para pintura
O uso mais difundido da fosfatização é preparar a superfície metálica para permitir uma boa aderência da tinta e impedir o desenvolvimento dos processos de corrosão.
A durabilidade da tinta está diretamente ligada à eficácia do sistema de pré-tratamento do substrato.
O objetivo de tratar as superfícies dos metais antes da pintura, é o de tornar a superfície instável do metal em uma superfície estável, uma base inerte para receber a tinta. A fosfatização ainda é o processo mais aceito como base para pintura, desenvolvido para aço e aço galvanizado.

### Deformação a frio e oleamento
Camadas de fosfatos (inorgânicos) cristalinos são excelentes para ancorar compostos para deformação a frio, lubrificantes, óleos protetores, ceras etc.,
São particularmente proveitosas na deformação do metal por extrusão e trefilação, onde atuam como um reservatório e retêm os lubrificantes no lugar; assim o metal desliza livremente sob pressão, melhorando o acabamento final e vida útil da ferramenta.

## Tipos de fosfato mais utilizado na indústria
Atualmente são utilizados os seguintes fosfatos:
Tabela 1 - Tipos de fosfatos e propriedades

### Fosfato de ferro
Características mais importantes das camadas:
a) estrutura amorfa
b) peso de camada - 0,6 - 1,0 g/m2
d) boa resistência à corrosão após pintura
e) baixa necessidade de aquecimento
f) baixo investimento em equipamentos
g) fácil controle dos banhos
São produtos elaborados para produzir sobre as superfícies metálicas uma camada microcristalina e aderente para a pintura. Os processos de fosfato de ferro são utilizados por spray em túneis contínuos ou cabines estacionárias. Os fosfatos de ferro por aplicação manual conhecidos por 3x1 não são recomendados para a indústria, que tem parâmetros de qualidade bem definidos pois deixam a desejar em questão de qualidade final.

### Fosfato de zinco
Características mais importantes das camadas:
Pintura
a) estrutura cristalina definida
b) peso de camada: 1,5 - 12 g/m2
c) excelente aderência das tintas
d) excelente resistência à corrosão
e) longa vida dos banhos
Deformação ou Oleamento
a) estrutura cristalina definida
b) peso de camada: - 15 - 40 g/m2
c) excelente absorção de lubrificantes e óleos protetivos
São produtos elaborados a base de fosfatos, sais de zinco e níquel. Estes produtos são utilizados a temperatura ambiente por imersão ou spray especialmente nos processos que exigem pré tratamento para pintura. Oferecem alta resistência anti corrosiva com resultados acima dos parâmetros normais exigidos pelo mercado. São muito utilizados nos mais variados segmentos, máquinas agrícolas, fabricantes de peças automobilísticas, montadoras, móveis tubulares, motores elétricos, luminárias entre outros. Como resultado da reação obtém-se uma camada com cristais em forma de grãos de arroz. Necessita de refinador ou condicionador e gera lodo após a reação.

### Fosfato de manganês
Características mais importantes das camadas:
a) estrutura cristalina definida
b) peso de camada: - 1,5 - 6 g/m2
c) excelente absorção de lubrificantes e óleos protetivos
d) longa vida dos banhos, apesar de produzirem muita lama (borra).
Os fosfatos de manganês são formulados à base de fosfatos e sais de manganês. São utilizados em imersão com alta temperatura. O fosfato de manganês é mais aplicado para oleamento mas também pode ser utilizado para pintura. A maior aplicação do fosfato de manganês está junto a indústrias de ferramentas, para escurecer a superfície. Estes processos exigem controles rigorosos para que os parâmetros sejam atingidos.

### Fosfato tricatiônico
O fosfato tricatiônico, formulado a base de fosfatos sais de zinco, níquel e manganês ou cálcio, trabalha com temperatura em torno de 50 graus C. É muito utilizado na indústria automobilística por resultar uma camada com cristais arredondados. Oferece alta resistência a corrosão e excelente aderência á pintura. Tem por característica a geração de lodo.

### Fosfato de zinco-cálcio
O fosfato zinco-cálcio é muito utilizado na indústria para pintura e adesão de borrachas. Tem por característica cristais arredondados e formação de lodo. Oferece excelente proteção anti corrosiva e aderência para pintura.

## Inovação

### Fosfatização orgânica
A Fosfatização Orgânica é uma nova concepção no pré tratamento de metais para a pintura, vindo de encontro às necessidades ambientais atuais, mantendo o objetivo primário de servir de ponte de adesão tinta/metal, e com diversas vantagens sobre o sistema de fosfatização convencional. Pois é sem efluentes, sem lamas, estágio único, processo a frio, sem enxágue, atende a ISO 14.000.
Trata simultaneamente Aço Carbono, Ferro Fundido, Chapa Zincada, Alumínio e Latão com um único produto e num único banho.
Atributos
Trata simultaneamente Aço Carbono, Ferro Fundido, Chapa Zincada, Alumínio e Latão com um único produto e num único banho.
Duas linhas de produto:
a)    Orgânica para 300 hs de salt spray;
b)    Nano Orgânica para 500 hs de salt spray;
c)    Camada protetiva de 3 a 5 µ;
d)    Confere à pintura maior adesão e resistência ao impacto e à dobra;
e)     Proteção temporânea da peça sem pintura por algumas semanas.
Diferenciais
a)    Desengraxe e Fosfatização simultâneos pela incorporação do óleo à resina base do produto;
b)    Desengraxe e Fosfatização sem efluentes e sem consumo de água;
c)     Uma única operação: Mais Produtividade;
d)     Processo a Frio: Menor consumo de energia;
e)     Instalações compactas: Menor investimento.

### Funcionamento
a)    Fosfatização orgânica: efetua-se conversão química da superfície do metal formando deposição de uma fina camada polimérica, amorfa e incolor de fosfatos orgânicos modificados. Este filme adere firmemente ao metal e disponibiliza funções químicas apropriadas para proporcionar uma firme ancoragem química com a tinta, ao contrario da ancoragem mecânica, característica da fosfatização convencional. Com este processo o grau de proteção ultrapassa 300 hs de “salt-spray”.
b)    Fosfatização nano-orgânica: utilizam-se resinas nano-reticulantes que, com uma primeira camada fina de tinta, formam nano células de ancoragem resultando uma camada extremamente compacta funciona como barreira de alta performance à migração da corrosão, aumentando a proteção a ambientes mais agressivos. Após uma pré-cura aplica-se uma segunda camada complementar para atingir a espessura final desejada. Com este processo o grau de proteção ultrapassa 500 hs de “salt-spray”.

## Qualidade
Dentre todos os tipos de processo de fosfatização, todos tem que ter um controle de qualidade relacionado tando com a produção e o produto final atende normas de qualidade, sendo estas:
Aderência - ABNT 11003/1990
Impacto - ASTM D2794-93
Dobramento - ASTM D 522-93a
Salt Spray (300 h) - NBR 8094
Salt Spray (500 h) - NBR 8094
Salt Spray “Impacto” (500h) - NBR 8094 / ASTM D2794-93
Salt Spra “Dobramento”(500h) - NBR 8094 / ASTM D 522-93a
Câmara úmida (500h) - NBR 8095

### Salt spray
Salt Spray Teste, também conhecida como corrosão ensaio, é um método de ensaio que o laboratório é utilizado para determinar se partes metálicas do produto será ferrugem e / ou corrosão, quando expostos à água e as intempéries. Este teste é geralmente incluída no laboratório de qualquer produto que tenha partes metálicas expostas.

### Controle de camada de fosfato
Determinação De Peso De Camada
A) Substrato De Aço
Utilizado para fosfatos de ferro, zinco e manganês.
1) Calcular a área de corpo-de-prova que possa ser pesado em balança analítica.
2) Limpe o corpo-de-prova com acetona ou solventes voláteis para remover sujidades, e fosfatize o painel. Secar em estufa a 90°C e esfriar em dessecador à temperatura ambiente.
3) Pese cuidadosamente em balança analítica. Anote o peso inicial em gramas.
4) Imergir o corpo-de-prova, por 5 minutos, em uma solução contendo 50 g/I de ácido crômico em água, a 74°C ou por 2 minutos em uma solução a 200 g/I de ácido crômico em água a 82°C.
5) Retirar o corpo-de-prova da solução acima e lavar em água corrente.
6) Secar em estufa a 90/95°C. Esfriar à temperatura ambiente em dessecador e repesar. Anote o peso final em g.
7) Repetir as operações 4, 5 e 6 até obter peso constante, caso haja necessidade.
8) Cálculo:
Peso de camada em g/m2 =    (peso inicial) - (peso final)
____________________
área em m2
Substrato De Aço Galvanizado
Utilizado para fosfato de zinco
1) Calcular a área de corpo-de-prova que possa ser pesado em balança analítica.
2) Limpe o corpo-de-prova com acetona ou solventes voláteis para remover sujidades, e fosfatize o painel. Secar em estufa a 90°C e esfriar em dessecador à temperatura ambiente.
3) Pese cuidadosamente em balança analítica. Anote o peso inicial em gramas.
4) Imergir o corpo-de-prova por 15 minutos em uma solução contendo 50 g/I de cromato de sódio em hidróxido de amônio (28% NH3), a 25°C.
5) Retirar o corpo-de-prova da solução acima e lavar em água corrente.
6) Secar em estufa a 90/95°C. Esfriar à temperatura ambiente em dessecador e repesar. Anote o peso final em g.
7) Repetir as operações 4, 5 e 6 até obter peso constante, caso haja necessidade.
8) Cálculo:
Peso de camada em g/m2 =    (peso inicial) - (peso final)
____________________
área em m2
Determinação Da Porosidade Da Camada (Ferroxyl)
Utilizado para fosfato de zinco.
Materiais Necessários
- Papel de filtro analítico, cortado em pequenos retângulos de 2x3 cm.
Solução de teste:
- ferrocianeto de potássio......................30 g
- cloreto de sódio .................................40 g
- tensoativo não-iônico (FC-170)........ 0,5 g
- água destilada ...............................929,5 g
Procedimento Do Teste
1) Molhar o papel de filtro (retângulos) na solução de teste, usando uma pinça de aço inox.
2) Colocar sobre a superfície fosfatizada, de forma que evite a formação de bolhas de ar.
3) Após 1 minuto, tirar e verificar os pontos azuis no papel.
Classificação
- isento de coloração azul:.............................................excelente
- presença de pontos azuis (1 a 10):............................ .boa
- presença de pontos azuis numa área inferior a 20%:. média
- presença de pontos azuis em área superior a 20%:.péssima

### Determinação do tamanho do cristal
Utilizado para fosfatos de zinco e manganês.
Para determinação do tamanho de cristal é necessário o uso de microscópio metalográfico, com escala em microns na ocular. É usual fazer as observações com aumentos que variam de 200 a 800 vezes.

### Controle do banho de passivação
Determinação do Ph
Utilizado para todos 05 tipos de passivantes.
O pH deve ser verificado 2 vezes, no mínimo, por turno de trabalho. O método mais apropriado é utilizar um pH-metro, mas é aceitável o uso de papel indicador com escalas de 3,0 a 6,0.
Determinação de Cromo, Hexa
Utilizado para passivantes que contenham cromo, hexa.
a)    Com o auxílio de uma proveta graduada de 100 ml, colocar 100 ml do banho de passivante crômico em um Erlenmeyer de 250 ml.
b)    Juntar cerca de 10 ml. de solução a 200 g/I de iodeto de potássio.
c)    Juntar cerca de 10 ml de ácido clorídrico a 30% v/v e titular com solução de tiossulfato de sódio 0,1 N até obtenção da cor amarelo-palha esverdeada.
d)    Juntar 2 a 3 ml de solução de amido 1 % e continuar a titulação até o desaparecimento da cor azul. Identificar os ml gastos como Gasto A.
Cálculo:
ppm Crômio hexa = Gasto A x fator tiossulfato x 17,3

## Tratamento de efluentes
Para descarte das águas de lavagem ou do banho de fosfato, enviar as soluções para estação de tratamento de efluentes, ajustar o pH com solução de soda ou barrilha (Carbonato de Sódio) para a precipitação do zinco e do ferro.
Qualquer lodo formado deve ser seco e enviado a aterros industriais. A água, pós-tratamento, deve ter seu pH ajustado para valores obedecendo à legislação local.

### Formação de lama
É constituída principalmente por fosfato férrico mas pode conter outros fosfatos metálicos, formados por desbalanceamento do banho.
A lama pode apresentar-se de diferentes formas: cristalina de fácil sedimentação, floculenta com dificuldade de sedimentação;
A formação de lama na fosfatização é intrínseca e não pode ser evitada mas pode ser minimizada;
Existem formuladores que adicionam produtos para facilitar a formação de lama sedimentável.

## Conclusão
Uma importante etapa do processo de fabricação na indústria, envolve a limpeza das partes metálicas e o pré-tratamento (fosfatização) antes das operações de pintura. A fosfatização é realizada sempre em peças metálicas, e destina-se a elevar a resistência à corrosão e a aderência da camada de tinta a chapa, que praticamente não existiria sem este tratamento.
As indústrias de eletrodoméstico e construção civil utilizam este processo a vários anos, buscando na indústria automobilística as inovações necessárias para o seu desenvolvimento. Haja vista que com a competitividade do mercado atual qualidade, durabilidade, custo e estética são requisitos muito importantes para o consumidor.
O processo de fosfatização tende a adaptar-se ao desenvolvimento das técnicas de pintura e aos avanços dos materiais. Preocupando-se principalmente em preservar os recursos naturais, adequando-se assim as normas ambientais, através da utilização de tensoativos biodegradáveis (desengraxante) e do processo de fosfatização orgânica, o qual não gera efluentes e nem lamas, garantindo um mínimo impacto ao meio ambiente.

Um desafio futuro para indústria de fosfatização é desenvolver produtos compatíveis com a diversidade de materiais usados na construção tais como: alumínio, plástico, magnésio.